# Bisdom Rzeszów

Bisdommen in Polen
27. Aartsbisdom Przemyśl
28. Bisdom Rzeszów
29. Bisdom Zamość-Lubaczów

Het bisdom Rzeszów (Latijn: Dioecesis Rzeszoviensis, Pools: Diecezja Rzeszowska) is een in Polen gelegen rooms-katholiek bisdom met zetel in de stad Rzeszów. Het bisdom behoort tot de kerkprovincie Przemyśl, en is samen met het bisdom Zamość-Lubaczów suffragaan aan het aartsbisdom Przemyśl.

## Geschiedenis
Het bisdom Rzeszów werd op 25 maart 1992 opgericht door paus Johannes Paulus II met de apostolische constitutie "Totus Tuus Poloniae populus". Het bestaat uit voormalige gebiedsdelen van het aartsbisdom Przemyśl en het bisdom Tarnów.

## Bisschoppen van Rzeszów
- 1992-2013 Kazimierz Górny
- 2013-heden Jan Wątroba

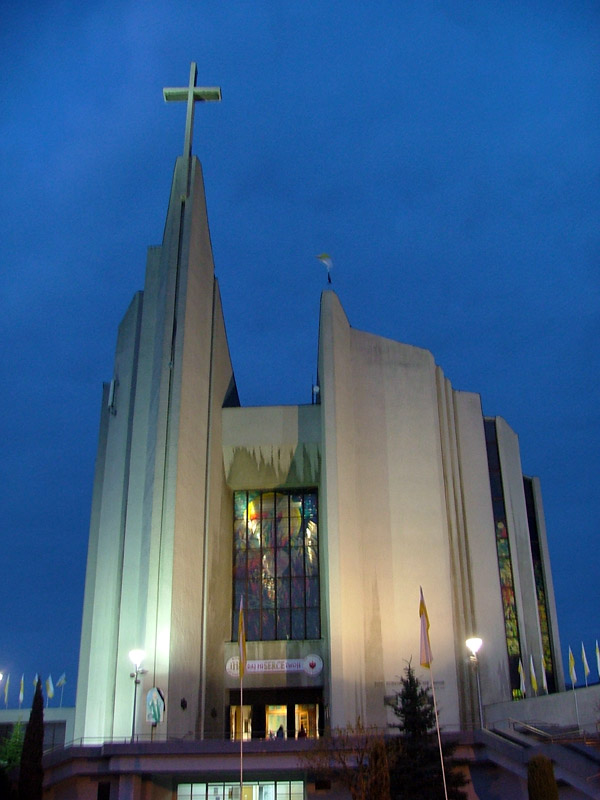
Kathedraal van het Heilig Hart van Jezus
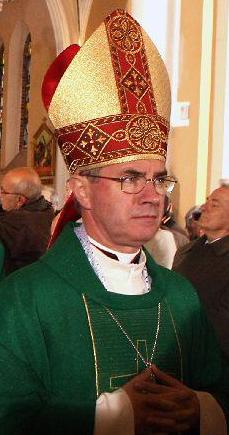
Bisschop Jan Wątroba